# Bataille d'Auerstaedt
Quatrième Coalition
Batailles
- Cap-Vert (navale)
- San Domingo (navale)
- Río de la Plata
- Pornichet (navale)

- Raguse
- Castel-Nuovo

Campagne de Prusse (1806)
- Schleiz
- Saalfeld
- Auerstaedt
- Iéna
- Halle
- Magdebourg
- Prentzlow
- Stettin
- Lübeck
- Glogau
- Golymin
- Pułtusk
- Stralsund

Campagne de Pologne (1807)
- Eylau
- Ostrołęka
- Colberg
- Dantzig
- Guttstadt
- Heilsberg
- Friedland

La bataille d'Auerstaedt (aujourd'hui Auerstedt, petite ville qui se trouve entre Erfurt et Leipzig en Allemagne) se déroula le 14 octobre 1806, et opposa l'armée prussienne du roi Frédéric-Guillaume III au 3e corps d'armée français commandé par le maréchal Louis Nicolas Davout, parallèlement à la bataille d'Iéna.
La victoire inespérée des Français, certes due à la compétence de Davout et de ses subordonnés, est surtout liée à la faiblesse des Prussiens qui utilisent des tactiques datant d'un autre âge.

## Préparatifs
Le 14 octobre 1806 l'armée prussienne est mise en déroute au cours de deux batailles simultanées. Le maréchal Davout, commandant l'aile droite de l'armée française, affronte les Prussiens à Auerstaedt.
L'Empereur mène une campagne visant à atteindre Berlin. Après un engagement à Saalfeld, il poursuit l'armée prussienne. Pensant qu'elle se trouve à Weimar en retraite vers Leipzig, il joue de vitesse pour l'affronter à Iéna. Ses éclaireurs lui apprennent dans la journée du 13 octobre qu'il rejoint l'ennemi. Napoléon Ier pense avoir devant lui le gros de l'armée prussienne.
Dans la nuit du 13 au 14, il envoie Davout en avant pour la prendre à revers. Mais en fait, c'est l'arrière-garde que Napoléon affronte à Iéna, alors que Davout se trouve face à l'avant-garde suivie du gros des troupes ennemies, celles-ci pensant affronter le gros de l'armée française.
Le mouvement tournant des trois divisions de Davout devait passer par Auerstaedt où stationnaient au même moment les trois corps d'armée prussiens. En fin de journée du 13 octobre, Naumbourg est occupée et les Français tiennent le pont de Kösen, les Prussiens se disposent en retrait du village d'Hassenhausen.
En face de Napoléon, Schmettau avait pour mission de disposer ses troupes en écran pour permettre le reflux du gros de l'armée prussienne, il ne cherche donc pas la bataille.

## Déroulement
À six heures du matin, dans le brouillard, la division Gudin à l'avant-garde se dirige sur le village d'Hassenhausen. Un premier peloton de cavalerie française traverse le village pour se retrouver face à la cavalerie de Blücher. Les Français font quelques prisonniers qui leur apprennent l'arrivée d'une division.
La cavalerie du général Blücher, qui déjà débordait la droite du maréchal Davout, menaçait de la tourner et de l'envelopper. Davout ordonne au 25e régiment d'infanterie de ligne d'aller tenir le village. Avant d'y arriver, ils doivent affronter les troupes avancées de l'ennemi (hussards et artillerie) ; après un court combat, ils occupent le village et en contrôlent les accès.
À neuf heures, alors que le brouillard se dissipe, la division Gudin est fermement établie autour du village lorsque apparaît la division prussienne signalée. Voyant les Français, Blücher décide immédiatement d'attaquer, mais les charges successives de sa cavalerie se brisent sur les carrés français et finissent par une débandade.
Au nord, une batterie à cheval prit alors position pour canonner la droite des Français. Cependant, Davout avait ordonné à la division Friant de manœuvrer sur ce côté qui bouscule cette batterie et dans la foulée occupe le village de Spielberg, mais ne parvient pas à pousser plus loin.
En même temps, le village de Poppel était enlevé par le colonel Higonet qui prit aux Prussiens un drapeau et trois pièces de canon. Le maréchal Davout, toujours à la tête de la division Friant qui marchait en colonnes serrées, se porta en avant, laissant Auerstaedt sur sa gauche. Le feu des batteries que l'ennemi avait sur ce point n'empêcha pas le général Friant de continuer son mouvement ; il s'appuya à droite pour couper la retraite à l'ennemi.
Les Prussiens font avancer leur deuxième ligne et la division Wartensleben menace de contourner au sud. Depuis quatre heures, la division Gudin luttait contre des forces supérieures, et se trouvait livrée à elle-même par le mouvement de la division Friant. Les Prussiens font reculer les Français qui sont sur le point de céder, dans le village, lorsque la division Morand entre en ligne vers onze heures. Une charge de la cavalerie prussienne est à nouveau décimée. La première brigade de cette division enleva, à la baïonnette, le village de Hassenhausen.
Le duc de Brunswick, qui commandait personnellement la charge, est blessé grièvement à dix heures, de même que le général Schmettau, ce qui accentue la défaillance des troupes prussiennes. Il mourut peu après.
À onze heures du matin, le roi de Prusse ordonna une attaque générale ; le prince Henri, son frère, se mit à la tête d'un corps nombreux de cavalerie prussienne, et tomba avec impétuosité sur la division Morand, qui se défendait contre une division d'infanterie prussienne. Le prince Henri ayant été blessé dans une charge, ses troupes se replièrent et vinrent se ranger derrière l'infanterie, et le général Morand, les attaquant à son tour, les dispersa dans la plaine.
Tandis que ces événements se passaient à la gauche de l'armée française, le général Friant lança ses tirailleurs dans la direction des villages de Poppel et de Taugwitz, qui obligèrent la brigade du prince Henri à se retirer.
Les trois divisions prussiennes engagées ayant été forcées de rétrograder, la droite de la division Morand gagna du terrain. Le général Debilly, à la tête du 61e régiment, s'avança vers la tête du ravin qui conduit à Rehehausen.
Les Prussiens firent renforcer leur droite pour arrêter les progrès de l'aile gauche des Français, tandis que quelques compagnies de tirailleurs filaient le long du vallon. Depuis que le duc de Brunswick avait été forcé de quitter le champ de bataille et avait eu un cheval tué sous lui, le roi de Prusse conduisait en personne toutes les attaques.
La gauche des Français étant dégarnie de cavalerie, ce prince voulut tenter d'enfoncer l'infanterie pour tourner ensuite la division Gudin ; mais le maréchal Davout, devinant les intentions du roi de Prusse, envoya le général Morand pour empêcher cette manœuvre. Le maréchal Davout profitant du succès de ses deux ailes, fit avancer le centre de son corps d'armée, et faisant attaquer le village de Taugwitz par le général Gudin, l'armée prussienne se retira en désordre laissant sur les hauteurs de Hassenhausen la plus grande partie de son artillerie.
Les deux divisions de réserve, commandées par le général Kalkreuth, se mirent alors en ligne. Le prince de Prusse, commandant les grenadiers, et le général Blücher qui avait rallié toute la cavalerie appuyaient le mouvement. Le maréchal Davout se rendit à l'aile droite qui achevait de décider la victoire par un mouvement de conversion, dirigea sa gauche sur le Sonneberg, et envoya sur la gauche des plateaux d'Eckartsberg (de) la division Gudin, qui débouchait des villages de Taugwitz et de Poppel.
Une des deux divisions de réserve de l'armée prussienne étant presque tournée, prit position vers les quatre heures en avant d'Eckartsberg. Une forte batterie la soutenait. Pendant ce temps, le général Grandeau, en tête de la division Friant, arrivait par la droite sur le plateau avec le 3e régiment.
À la vue de ce renfort, les Prussiens abandonnèrent précipitamment leur position, la dernière qui leur restât, laissant vingt-deux pièces de canon au pouvoir des Français. L'ennemi fut poursuivi jusqu'à la nuit ; il éprouva une telle panique, que le général Viallanes, le chassant devant lui jusqu'à trois lieues du champ de bataille, ramassa sur son chemin, sans rencontrer aucune résistance, un grand nombre de prisonniers, de chevaux et plusieurs drapeaux.
Le roi Frédéric-Guillaume III hésite, malgré son avantage numérique, puis fait sonner la retraite vers quatorze heures. Davout le presse de près et lance la poursuite à dix-sept heures, ce qui provoque la déroute des troupes prussiennes qui se mélangent aux fuyards de la bataille d'Iéna.

## Bilan
« Aucune des journées des guerres de la révolution n’offrit une lutte aussi disproportionnée avec un succès aussi éclatant. »

— Appréciations stratégiques de la bataille d'Auerstaedt par Antoine de Jomini.

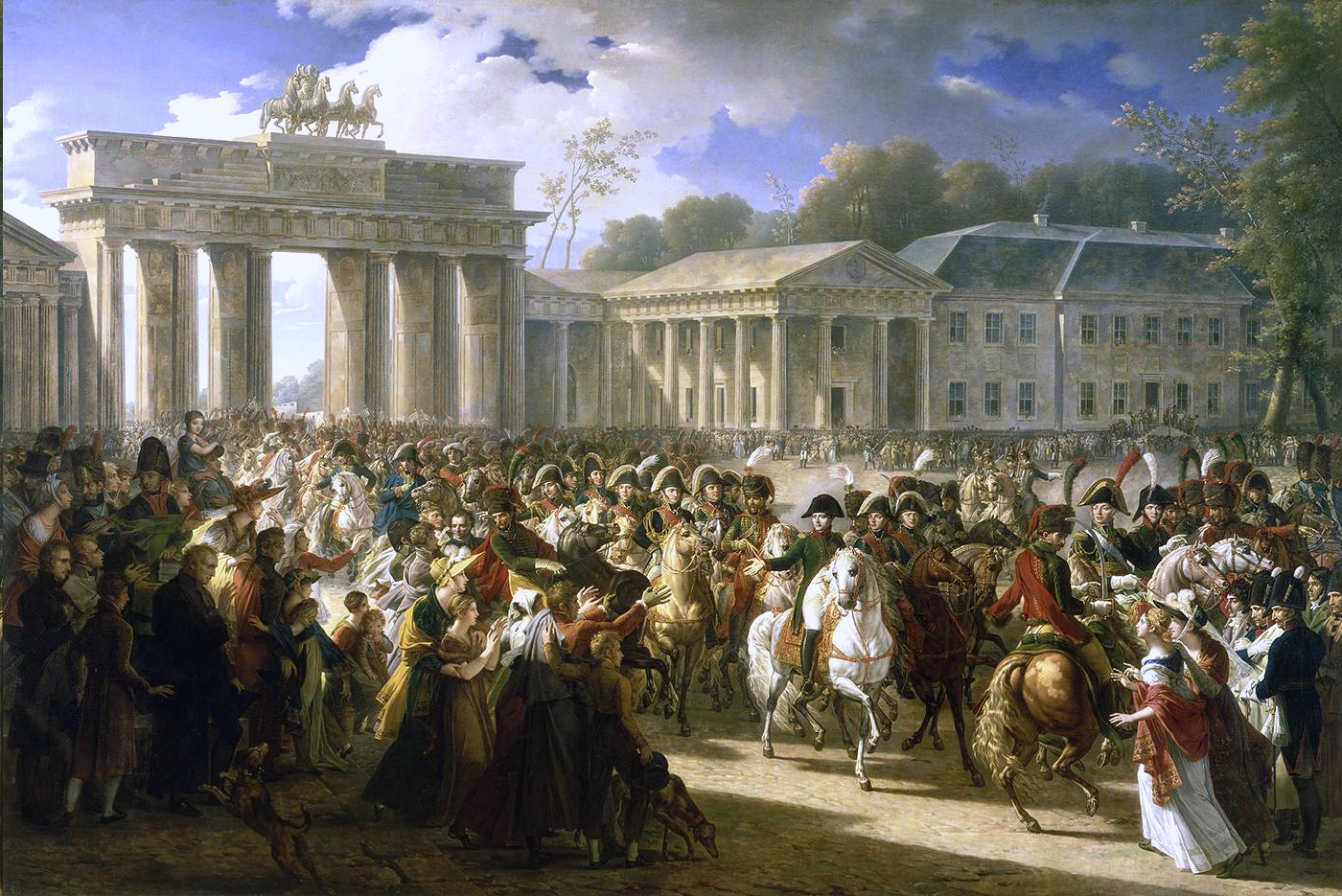
L’Entrée de Napoléon à Berlin par Charles Meynier (1810). À la faveur de sa victoire à Auerstaedt, le 3e corps a l'honneur d'entrer le premier à Berlin. À ce titre, Davout est représenté au premier plan aux côtés de Soult, à droite de l'Empereur.

Ce grand fait d'armes aurait probablement dû rendre Davout plus célèbre, si Napoléon n'avait remporté le même jour la bataille d'Iéna. Le IIIe corps eut tout de même le privilège d'entrer le premier à Berlin le 25 octobre 1806.
Le corps de Bernadotte (20 000 hommes) ne participa ni à la bataille d'Iéna ni à celle d'Auerstaedt. À la suite de cette victoire, qui sera minimisée par Napoléon, se présentant comme le seul grand vainqueur des Prussiens à Iéna, Davout sera fait duc d'Auerstaedt.
Le même jour, à 4 lieues d'Auerstaedt, Napoléon Ier écrasait à Iéna l'armée du prince de Hohenlohe.

Les résultats de cette double victoire furent immenses. L'armée prussienne était anéantie, ses débris fuyaient dans un désordre inexprimable. Toutes les places fortes de la Prusse se rendent. L'armée française entre à Berlin, qu'elle devait occuper pendant trois années consécutives. En un mois la puissance prussienne avait cessé d'exister, un préfet français commande à Berlin.

### Officiers généraux tués
Prussiens
- Charles-Guillaume-Ferdinand de Brunswick, mort le 10 novembre des suites de blessures, généralissime prussien
- le général de division von Schmettau

Français
- Jean Louis Debilly, général de brigade

- Joseph Higonet, colonel, tué à la tête du 108e de ligne.

## Causes de la débâcle
À Auerstaedt, les Français pâtissent d'une infériorité numérique écrasante. Alors, comment expliquer leur victoire face à une armée prussienne de qualité ?
Premièrement, le 3e corps qui constituait les troupes françaises fait figure de puissance. Il a pu bénéficier d'un d’entraînement au camp de Boulogne. De plus, son commandant, le maréchal Louis-Nicolas Davout, impose une discipline de fer à ses hommes et dispose d'un sang-froid à toute épreuve. C'est un tacticien de premier rang à l'instar de ses divisionnaires — Morand, Friant et Gudin —, également très compétents.
Mais les principaux responsables de la défaite sont les Prussiens eux-mêmes. Leur commandant, le duc de Brunswick, est peu actif, éloigné de ses troupes et n'a qu'une vision partielle de la bataille. Certes populaire, il est vieillissant, de même que la tactique qu'il emploie. En effet, la ligne est utilisée de manière abusive, le tiraillement est absent et seuls les grenadiers sont utilisés comme force de choc. De surcroît, ils sont encore organisés en division et non pas en corps. Circonstance aggravante, le duc de Brunswick est grièvement blessé. Les Prussiens, certes entraînés, manquent de courage et ne parviennent pas à profiter de leur supériorité numérique pour tenter par exemple une attaque de flanc. Leurs attaques n'étant pas coordonnées, les Français les repoussent une par une.